# Provincia di Massa-Carrara
La provincia di Massa-Carrara è una provincia italiana della Toscana di 186 660 abitanti. I capoluoghi provinciali sono Massa e Carrara, come da Decreto Legge n. 7 del 25 gennaio 2024. Essa è la decima e ultima provincia toscana per numero di abitanti, ed è all'ottavo posto tra le dieci province toscane per estensione territoriale.
È la più settentrionale della regione e dell'Italia Centrale, confinante a ovest con la Liguria (provincia della Spezia), a nord con l'Emilia-Romagna (provincia di Parma e provincia di Reggio Emilia), a sud-est con la provincia di Lucca, mentre si affaccia sul mar Ligure a sud-ovest.

## Storia
(Statistica Generale degli Stati estensi, Modena 1849)

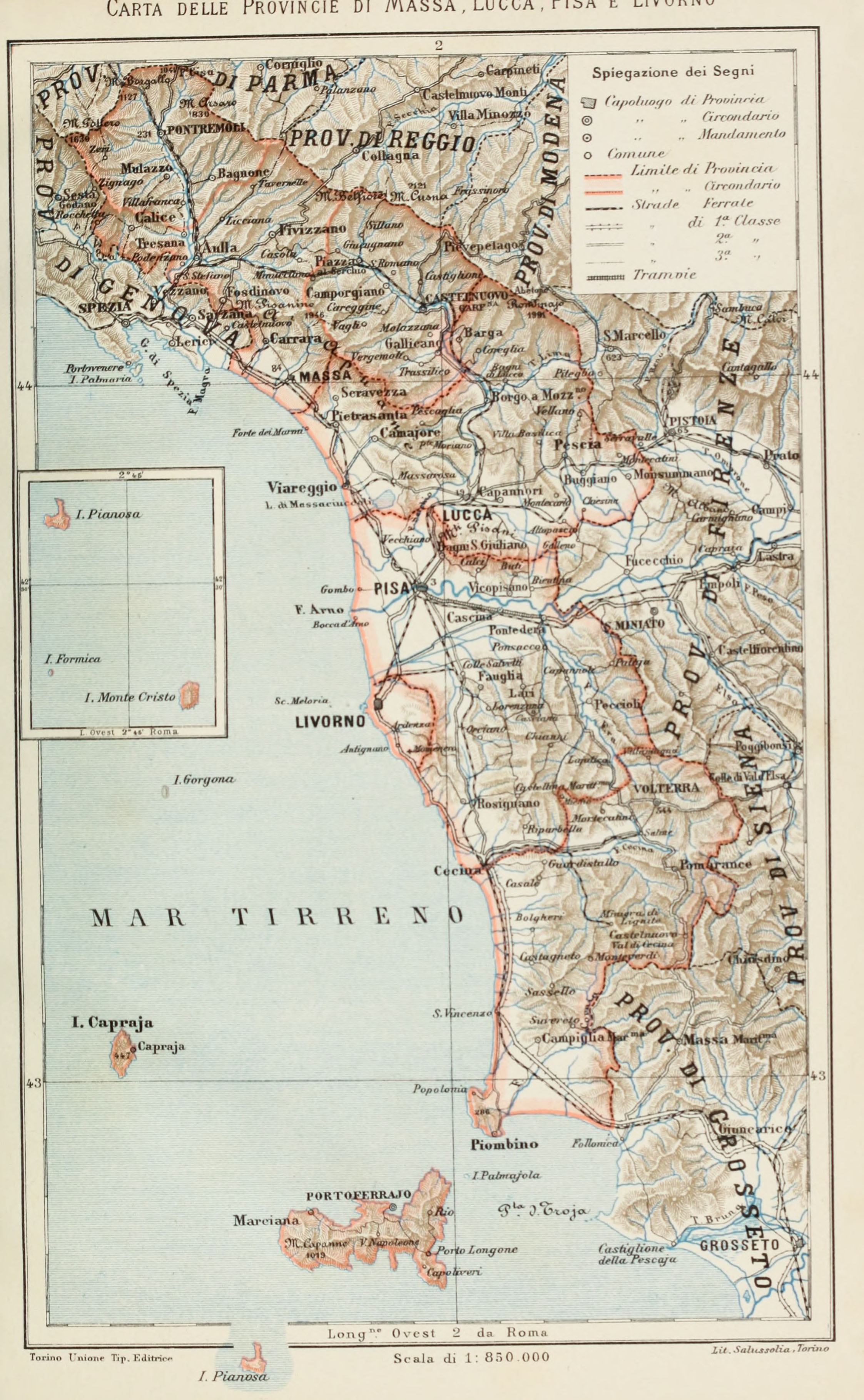
Mappa delle provincie di Massa, Lucca, Pisa e Livorno del 1896

La provincia di Massa e Carrara venne istituita nel 1859, con decreto di Carlo Farini, in previsione dei plebisciti di annessione al Regno di Sardegna degli ex ducati (Parma, Modena) e delle quattro legazioni ex pontificie (Bologna, Ferrara, Ravenna, Forlì) d'oltre Appennino. La provincia fu suddivisa amministrativamente in due circondari: Massa (domini estensi storici del ducato di Modena) e Pontremoli (antichi territori del Granducato di Toscana fino a dieci anni prima), sostanzialmente continuando la previgente provincia estense nel Compartimento territoriale di Modena, Reggio e Massa. Con la creazione di un unico compartimento emiliano, dal 1871 la provincia di Massa fu inserita nel compartimento territoriale della Toscana, dopo che gli fu unito il circondario di Castelnuovo di Garfagnana nel 1861.
Nel 1923 furono staccati dalla provincia i comuni di Calice al Cornoviglio e Rocchetta di Vara, (facenti parte del circondario di Massa) che entrarono a far parte della nuova provincia della Spezia e tutti i 17 comuni del circondario di Castelnuovo di Garfagnana, che furono assegnati alla provincia di Lucca. Di conseguenza, la superficie della Provincia calò da 1 717,67 km² all'attuale 1 154,68 km². La provincia di Massa-Carrara restò in attesa di una compensazione e riorganizzazione territoriale (fu ipotizzata la formazione di una cosiddetta provincia del marmo caratterizzata da comuni attività estrattive e manifatturiere che avrebbe dovuto estendersi nella zona di costa fino a comprendere i comuni della Versilia). Tale proposta però non era e non è attuabile, sul piano sociale, perché la Versilia storicamente, per lingua, cultura e tradizioni è un territorio da sempre appartenuto alla Toscana, e nel Granducato, appartenne al Governatorato di Pisa (che nel 1861 ne rivendicò l'annessione alla propria provincia), le giunte comunali però votarono per la permanenza sotto la provincia di Lucca, dal cui dipartimento granducale provenivano.

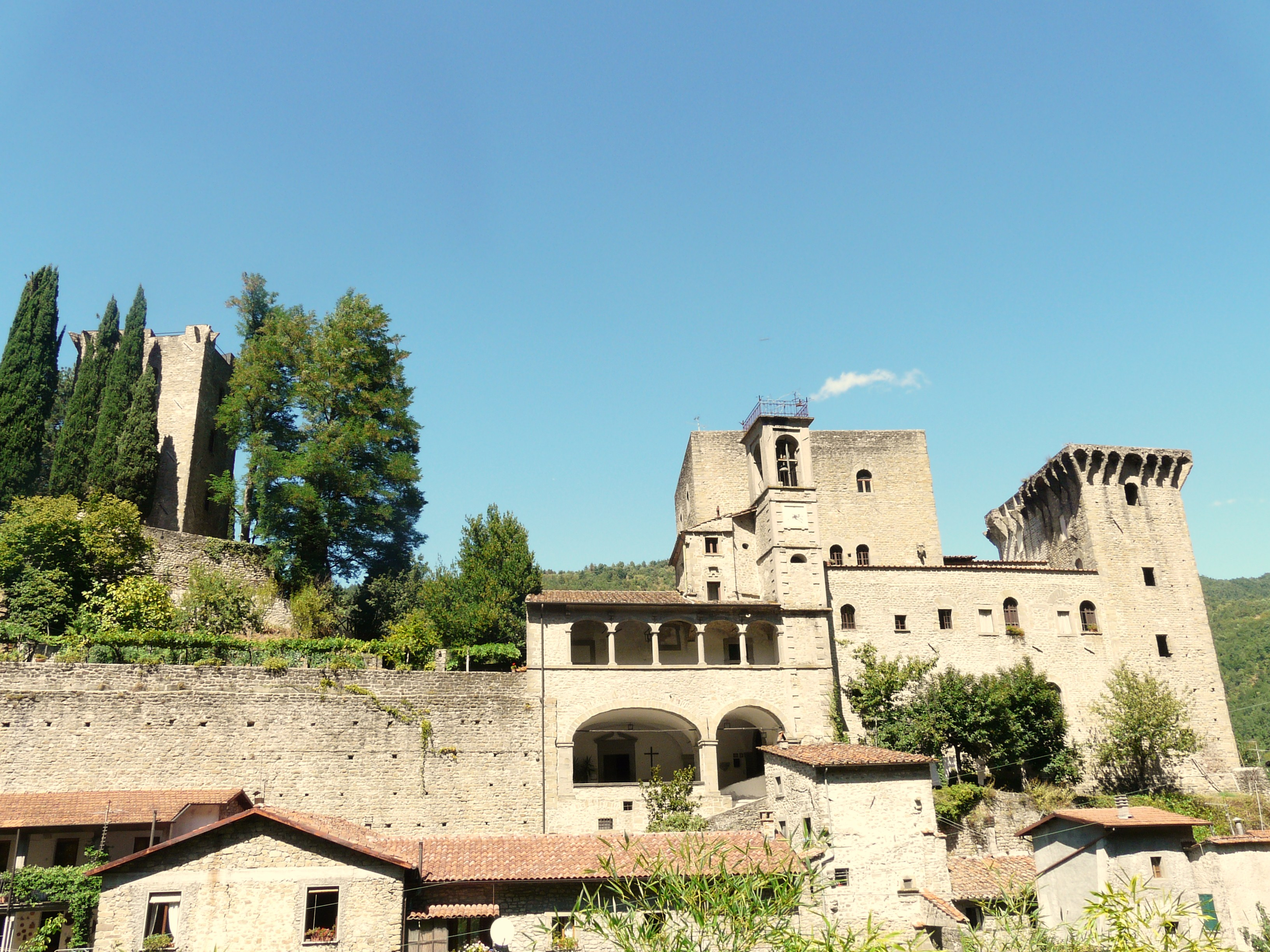
La Fortezza della Verrucola a Fivizzano.

Nel 1938 i comuni di Carrara, Massa e Montignoso vennero fusi nell'unico comune di Apuania e in quello stesso anno fu istituita la "zona industriale apuana", che incluse nel relativo consorzio (C.Z.I.A.) anche i comuni della vicina Versilia. La provincia assunse il nome di provincia di Apuania.
Nel 1946 con decreto luogotenenziale (di Umberto II di Savoia) il comune di Apuania fu sciolto e, ai sensi dell'art. 2, la provincia avrebbe dovuto riprendere l'antica denominazione di Massa-Carrara, se non che, in realtà, la precedente denominazione era quella di Massa e Carrara. Massa-Carrara o Massa di Carrara era invece l'appellativo con il quale veniva definita la città di Massa a partire dal Settecento fino all'istituzione nel 1938 del comune di Apuania per distinguerla dalle altre località omonime.
Il capoluogo provinciale fu posto nel ricostituito comune di Massa, anche se alcuni uffici e strutture di dimensione provinciale rimasero a Carrara (Banca d'Italia, Enel, SIP, Camera di Commercio e altre).

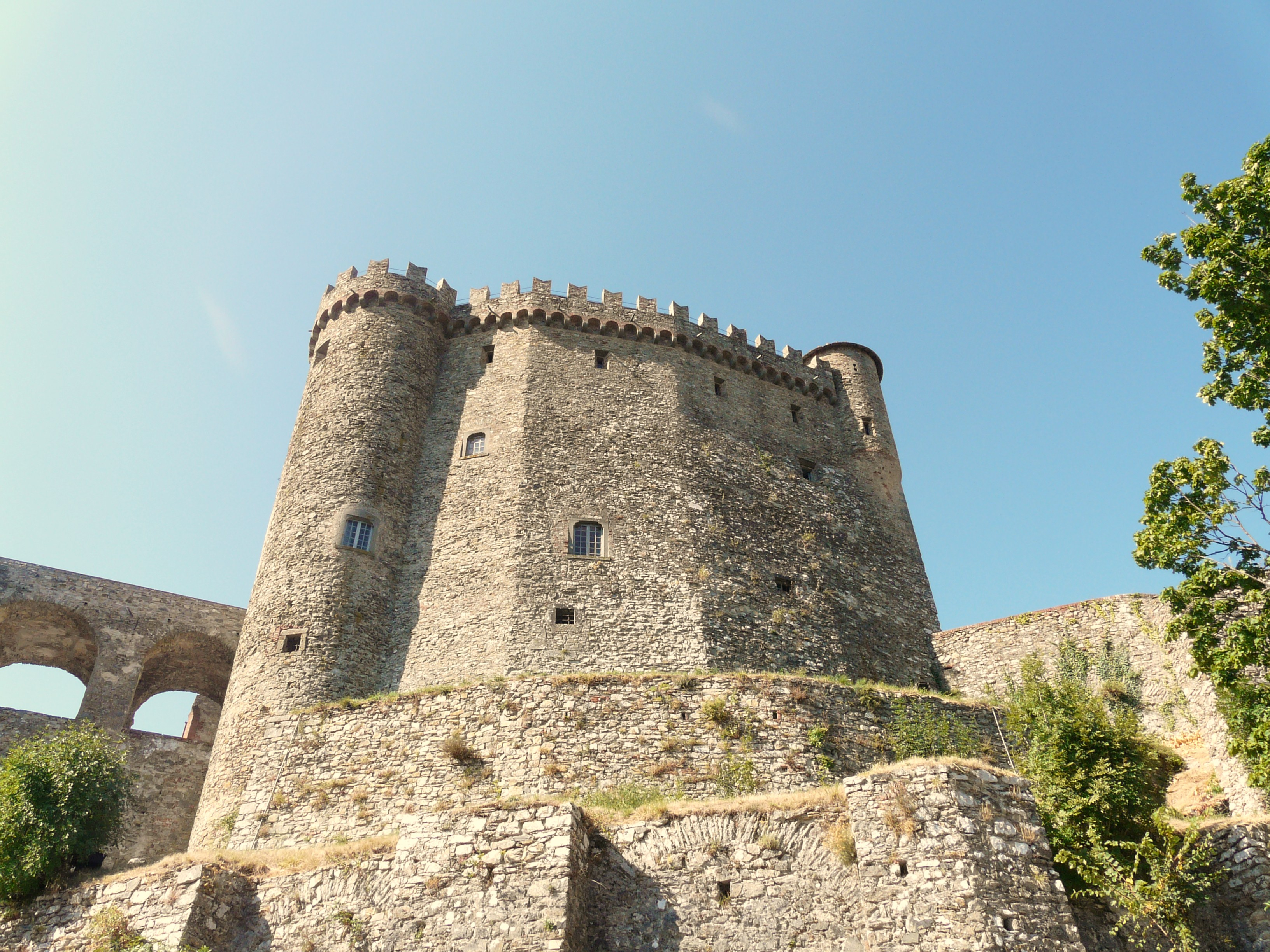
Castello Malaspina di Fosdinovo

Il 12 aprile 1995 Riccardo Canesi, deputato del Collegio Carrara - Lunigiana, presentò una proposta di legge sulla "Modifica dell'articolo 2 del decreto legislativo luogotenenziale 1º marzo 1946, n. 48, concernente il ripristino della denominazione autentica della provincia di Massa-Carrara in provincia di Massa e Carrara" (Atto Camera 2409), mentre, nel febbraio 2009, il deputato Bertolini in tal senso presentò nuovamente una proposta di legge per la ridenominazione della Provincia da Massa-Carrara a Massa e Carrara.
Con il Decreto legislativo 31 dicembre 2009, n. 179 furono inseriti nell'elenco delle "Disposizioni legislative statali anteriori al 1º gennaio 1970, di cui si ritiene indispensabile la permanenza in vigore", sia il regio decreto del 1938 (allegato 2, parte 1, n. 451) che il decreto legislativo luogotenenziale (allegato 2, parte 1, n. 596), per cui l'antinomia generata da quest'ultimo rimane.
Il 25 gennaio 2024 viene pubblicato su Gazzetta Ufficiale il decreto legge che eleva la città di Carrara a co-capoluogo della provincia.

### Onorificenze
La provincia di Apuania (dal 1946 Massa-Carrara) è tra gli enti decorati insigniti della medaglia d'oro al valor militare per i sacrifici delle sue popolazioni e per la sua attività nella lotta partigiana durante la seconda guerra mondiale:

## Geografia fisica
La provincia di Massa-Carrara si suddivide convenzionalmente in due parti principali, costiera e continentale, distinguibili ad occhio nudo dal punto di vista geografico:
- la parte costiera della provincia è costituita dalla Riviera e da una piana leggermente discendente di tipo alluvionale (la Riviera Apuana, formata dai comuni di Massa, Carrara e Montignoso);
- la parte continentale del territorio è costituita dalla Lunigiana (questa zona confina con la Liguria e l'Emilia-Romagna).

Tranne una breve fascia costiera, che ha come pianure la Riviera Apuana, lunga 14 km con le sue lunghe e chiare spiagge formate da finissimi granelli di ghiaia grigio chiaro di origine fluviale e comprendente i comuni di Carrara, Massa e Montignoso, confinante con la Versilia, la provincia è prevalentemente montuosa e collinare. Tipicamente in circa 7 km dal mare si erge la catena montuosa per la quale l'elemento caratteristico della provincia sono proprio le Alpi Apuane, montagne che raggiungono un'altezza massima di 1.946,9 m nel monte Pisanino (comune di Minucciano in provincia di Lucca da cui si estrae dal Bacino Acquabianca solo una piccola parte del celebre Marmo di Carrara materiali come Pungitopo, Bianco P, e Bardiglio Imperiale). Da diversi anni, a causa dell'elevato impatto paesaggistico ed ambientale in un territorio ricco di biodiversità e geodiversità come quello delle Alpi Apuane, la filiera del marmo è oggetto di un'aspra battaglia ambientalista per la chiusura delle cave. All'interno della provincia è presente la Lunigiana, una vallata delimitata dall'Appennino a nord e dalle Alpi Apuane a sud, nella quale scorre il fiume Magra che dà origine in parte alle spiagge visibili.

### Orografia
| Denominazione   | Altitudine (m s.l.m.) |
| --------------- | --------------------- |
| Monte Tambura   | 1.889                 |
| Monte Marmagna  | 1.851                 |
| Monte Orsaro    | 1.830                 |
| Pizzo d'Uccello | 1.781                 |
| Monte Sagro     | 1.749                 |
| Monte Spiaggi   | 1.549                 |
| Monte del Giogo | 1.518                 |
| Monte Borgallo  | 1.127                 |
| Monte Brugiana  | 973                   |
| Monte La Pizza  | 951                   |
| Monte Nebbione  | 691                   |

| Denominazione          | Altitudine (m s.l.m.) |
| ---------------------- | --------------------- |
| Passo della Cisa       | 1.039                 |
| Passo del Cerreto      | 1.281                 |
| Passo del Lagastrello  | 1.200                 |
| Passo del Brattello    | 953                   |
| Passo del Cirone       | 1.255                 |
| Passo del Vestito      | 1.009                 |
| Passo della Focolaccia | 1.809                 |
| Passo dei Due Santi    | 1.392                 |

## Comuni
Appartengono alla provincia di Massa-Carrara i seguenti 17 comuni:
| Stemma | Comune                   | Popolazione |
| ------ | ------------------------ | ----------- |
|        | Aulla                    | 10 699      |
|        | Bagnone                  | 1 783       |
|        | Carrara                  | 60 909      |
|        | Casola in Lunigiana      | 988         |
|        | Comano                   | 677         |
|        | Filattiera               | 2 234       |
|        | Fivizzano                | 7 478       |
|        | Fosdinovo                | 4 674       |
|        | Licciana Nardi           | 4 826       |
|        | Massa                    | 67 105      |
|        | Montignoso               | 10 162      |
|        | Mulazzo                  | 2 288       |
|        | Podenzana                | 2 113       |
|        | Pontremoli               | 7 037       |
|        | Tresana                  | 1 930       |
|        | Villafranca in Lunigiana | 4 627       |
|        | Zeri                     | 1 009       |

### Enti e Unioni di comuni
Il territorio della provincia di Massa-Carrara è amministrato anche da enti sovracomunali ovvero da un'unione di comuni ed enti parco.
| Denominazione                                 | Zona geografica          | Sede amministrativa | Sito istituzionale |
| --------------------------------------------- | ------------------------ | ------------------- | ------------------ |
| Unione di comuni Montana Lunigiana            | Lunigiana (13 comuni)    | Fivizzano           |                    |
| Parco Nazionale dell'Appennino Tosco-Emiliano | Appennino Tosco-Emiliano | Fivizzano           |                    |
| Parco naturale regionale delle Alpi Apuane    | Alpi Apuane              | Massa               |                    |

### Comuni più popolosi
I comuni in cui la popolazione supera le 3.000 unità sono 9:
| Stemma | Città                    | Popolazione (ab) | Superficie (km²) | Densità (ab/km²) |
| ------ | ------------------------ | ---------------- | ---------------- | ---------------- |
|        | Massa                    | 67 105           | 94               | 715,1            |
|        | Carrara                  | 60 909           | 71               | 857,75           |
|        | Aulla                    | 10 699           | 60               | 178,35           |
|        | Montignoso               | 10 162           | 17               | 607,05           |
|        | Fivizzano                | 7 434            | 181              | 41,03            |
|        | Pontremoli               | 7 037            | 182              | 38,56            |
|        | Licciana Nardi           | 4 826            | 56               | 86,67            |
|        | Fosdinovo                | 4 674            | 49               | 95,96            |
|        | Villafranca in Lunigiana | 4 627            | 29               | 157,81           |

### Curiosità
La provincia di Massa-Carrara si può fregiare di avere al suo interno un comune, Fosdinovo, che nel 2014 è stato insignito della Bandiera arancione dal Touring Club Italiano.

## Trasporti e vie di comunicazione

### Linee ferroviarie
La provincia apuana è percorsa da tre linee ferroviarie:
- La linea Genova-La Spezia-Pisa.
- La linea Parma-La Spezia detta Ferrovia Pontremolese.
- La linea Lucca-Aulla.

### Autoservizi
La società Autolinee Toscane esercisce numerosi collegamenti urbani ed anche extraurbani, verso le località dell'entroterra, della costa ed interprovinciali (Forte dei Marmi, Pietrasanta, Viareggio, Lucca, Sarzana, Luni ecc.).

### Linee stradali

#### Autostrade
Le autostrade che attraversano la provincia di Massa-Carrara sono:
- l'A12, chiamata Azzurra, che lungo la costa collega la provincia a Rosignano Marittimo e a Genova;
- l'A15 che collega l'A1 e l'A12, attraversando la Lunigiana.

#### Strade statali, regionali e provinciali
La provincia è attraversata da importanti strade di comunicazione che collegano l'Italia alla Francia e l'Italia tirrenica alla Pianura Padana.
Strade statali
- Strada statale 1 Via Aurelia
- Strada statale 62 della Cisa
- Strada statale 63 del Valico del Cerreto
- Strada statale 330 di Buonviaggio
- Strada statale 432 della Bocca di Magra
- Strada statale 665 Massese

Strade regionali
- S.R. 445 "ex S.S. 445 della Garfagnana". Collega le località della Lunigiana orientale (Fivizzano, Aulla) alla Garfagnana attraverso il Passo dei Carpinelli

Strade provinciali
Lo stesso argomento, in modo più approfondito in strade provinciali della provincia di Massa-Carrara
- S.P. 72 "ex S.S. 446 di Fosdinovo" importante collegamento tra la Lunigiana e la bassa Val di Magra tramite la Foce del Cucco.
- S.P. 73 "ex S.S. 446 dir di Fosdinovo" diramazione da Fosdinovo arriva tramite il Colle della Spolverina a Carrara, poi attraverso il Valico della Foce termina a Massa; collegandole quindi alla Lunigiana.
- S.P. 4 "di Antona". Strada panoramica che attraverso il Passo del Vestito, collega Massa alla Garfagnana.
- S.P. 37 "Zeri-Sesta Godano", strada stretta e tortuosa che da Pontremoli, passa da Zeri ed entrando in provincia della Spezia al Passo del Rastrello, arriva a Sesta Godano, collegando così l'alta Lunigiana alla Val di Vara.
- S.P 39 "del Brattello" collega Pontremoli a Borgotaro attraverso  il Passo del Brattello.
- S.P 42 "del Cirone" collega Pontremoli all'alta Val di Parma, passando per la Val d'Antena ed il Passo del Cirone.

## Amministrazione
L'amministrazione provinciale ha sede a Massa in piazza Aranci nel Palazzo Ducale e condivide l'edificio con la Prefettura.

### Stemma provinciale

Il gonfalone della provincia

"D'azzurro, alla catena di monti, al naturale, nascente dalla punta dello scudo; al di sopra un montante d'argento sormontato da una stella d'oro. Motto "Extollunt marmora lunam".»
(Araldicacivica.it)
Lo stemma è stato approvato con l'apposito decreto datato al 24 marzo 1938.

## Galleria d'immagini

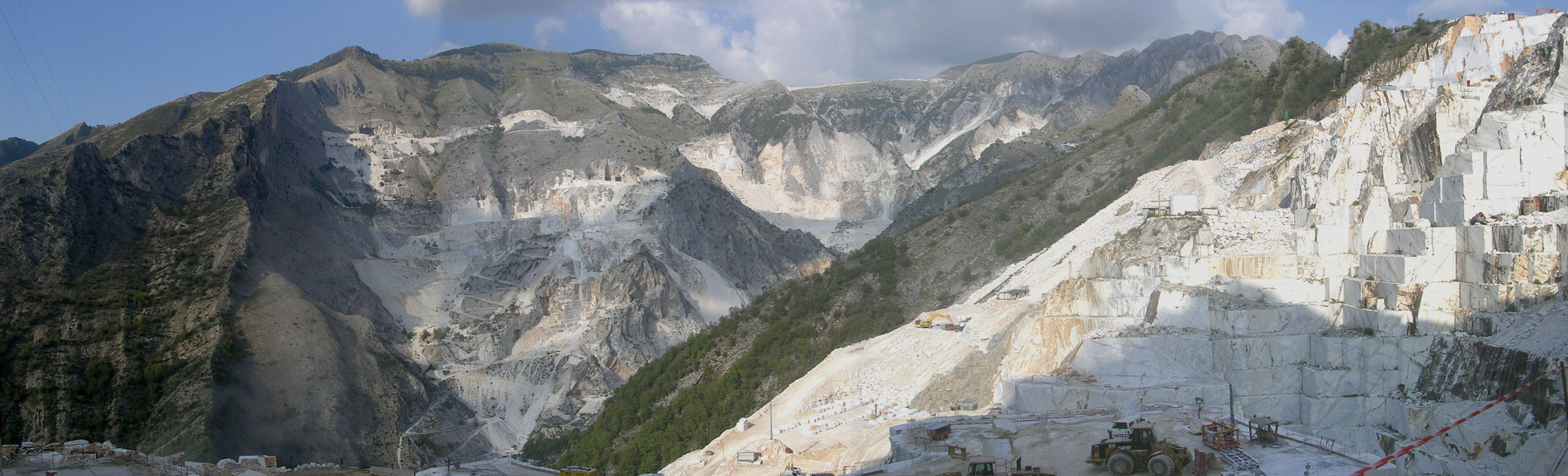
Carrara
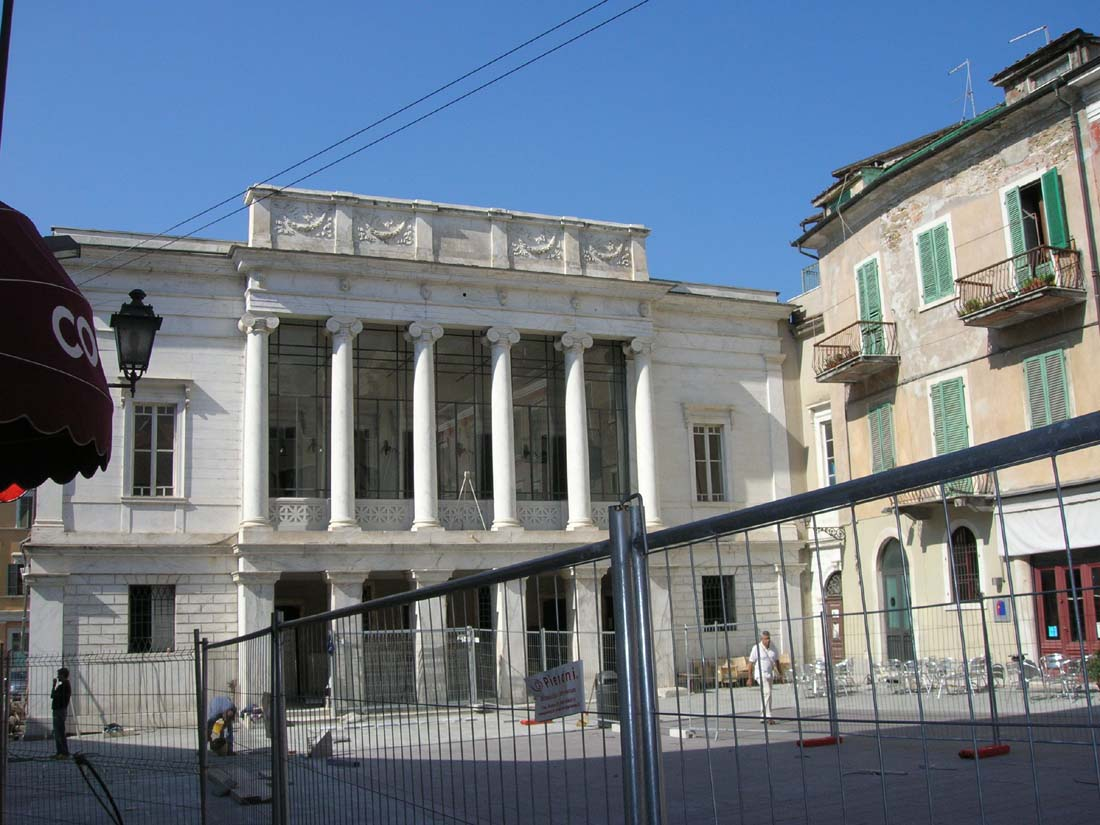
Carrara: il Teatro degli Animosi
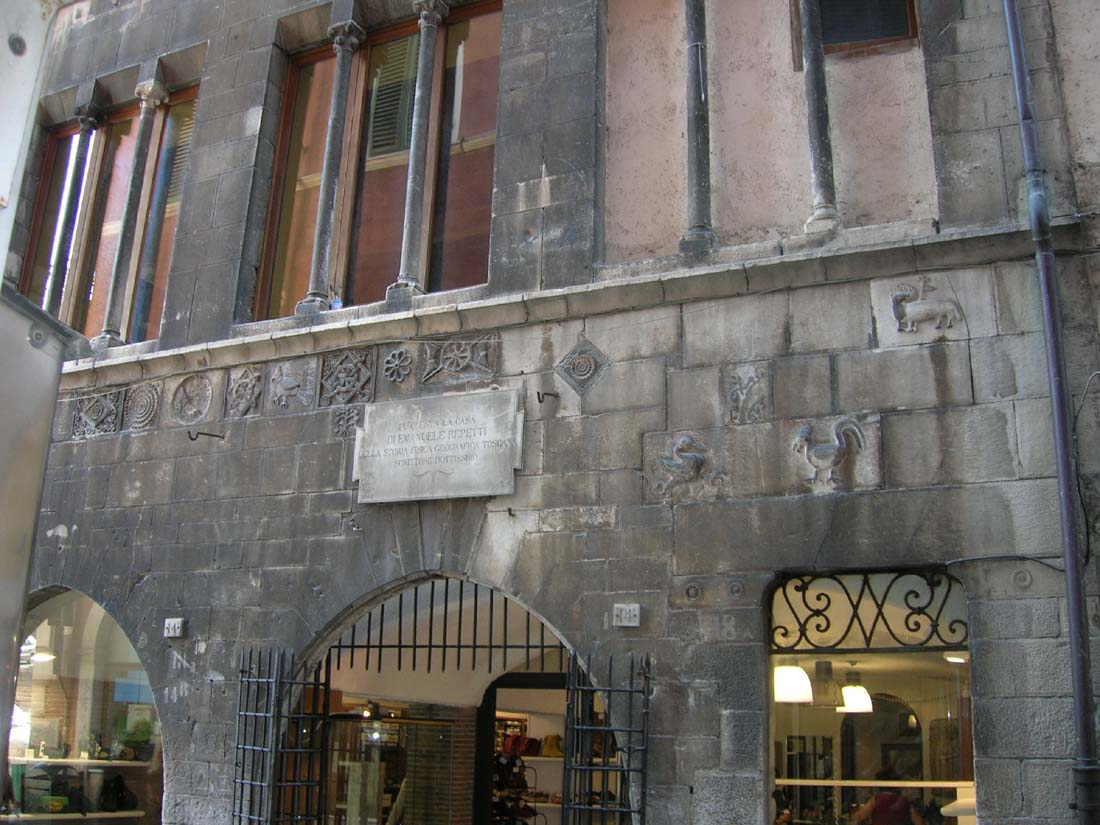
Carrara: la trecentesca casa di Emanuele Repetti
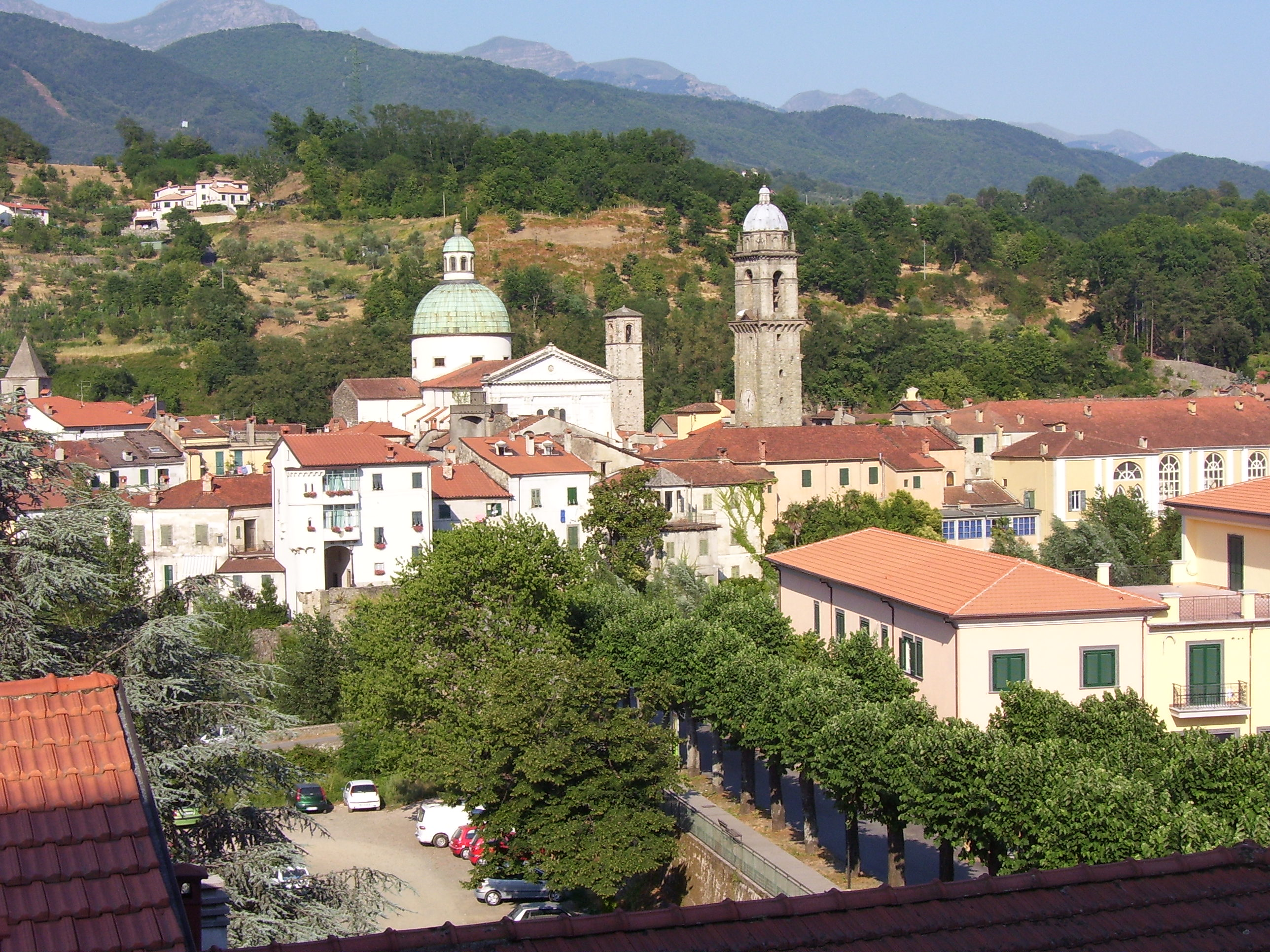
Veduta di Pontremoli con la cupola della Cattedrale e il campanile